# Râul Cersca
Râul Cersca este un curs de apă, afluent al râului Cladova. 